# Algernon Sydney
Algernon Sydney ou Sidney (janvier 1623 - 7 décembre 1683) est un homme politique anglais, théoricien politique et adversaire du roi Charles II d'Angleterre, impliqué dans un complot contre le roi et exécuté pour trahison.

## Biographie

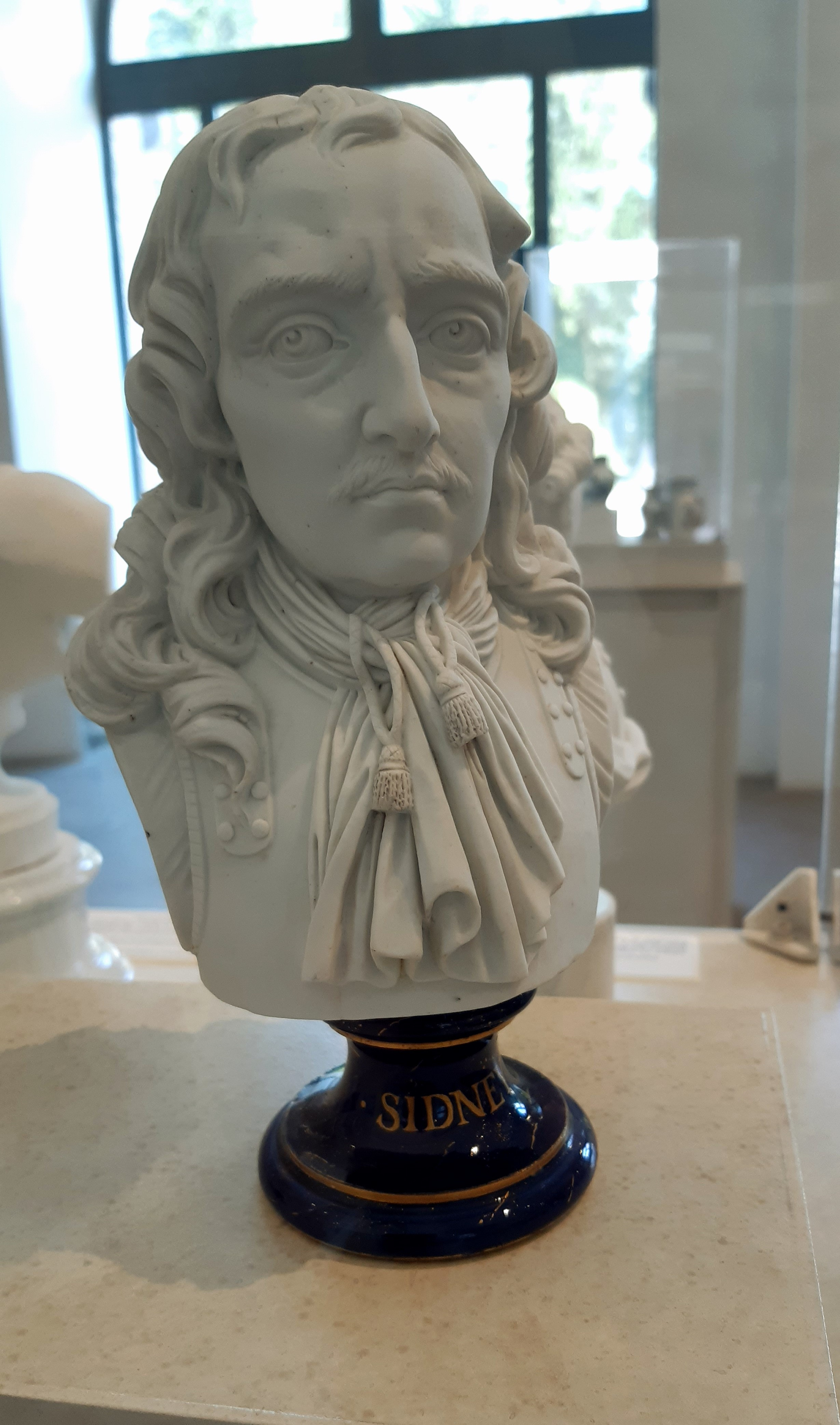
Buste d'Algernon Sidney perçu comme un héros pendant la Révolution française. (Musée de la Révolution française).

Fils de Robert Sidney (2e comte de Leicester), et petit-neveu de Philip Sidney, il semble né à Penshurst Place, dans le Kent. Il sert dans la New Model Army, mais il s'oppose à la décision d'exécuter Charles Ier. Il est pendant un certain temps l'amant de Lucy Walter, plus tard, la maîtresse de Charles, prince de Galles. 
Républicain par conviction profonde, il se trouve à l'étranger lorsque la monarchie est restaurée en 1660. Arrêté le 25 juin 1683, il est jugé en novembre et exécuté le 7 décembre pour trahison dans sa participation au complot de Rye-House et déclare sur l'échafaud : « Nous vivons dans un âge qui fait passer la vérité pour trahison ». Son procès et son exécution font de lui un martyr de la cause républicaine.

## Œuvre

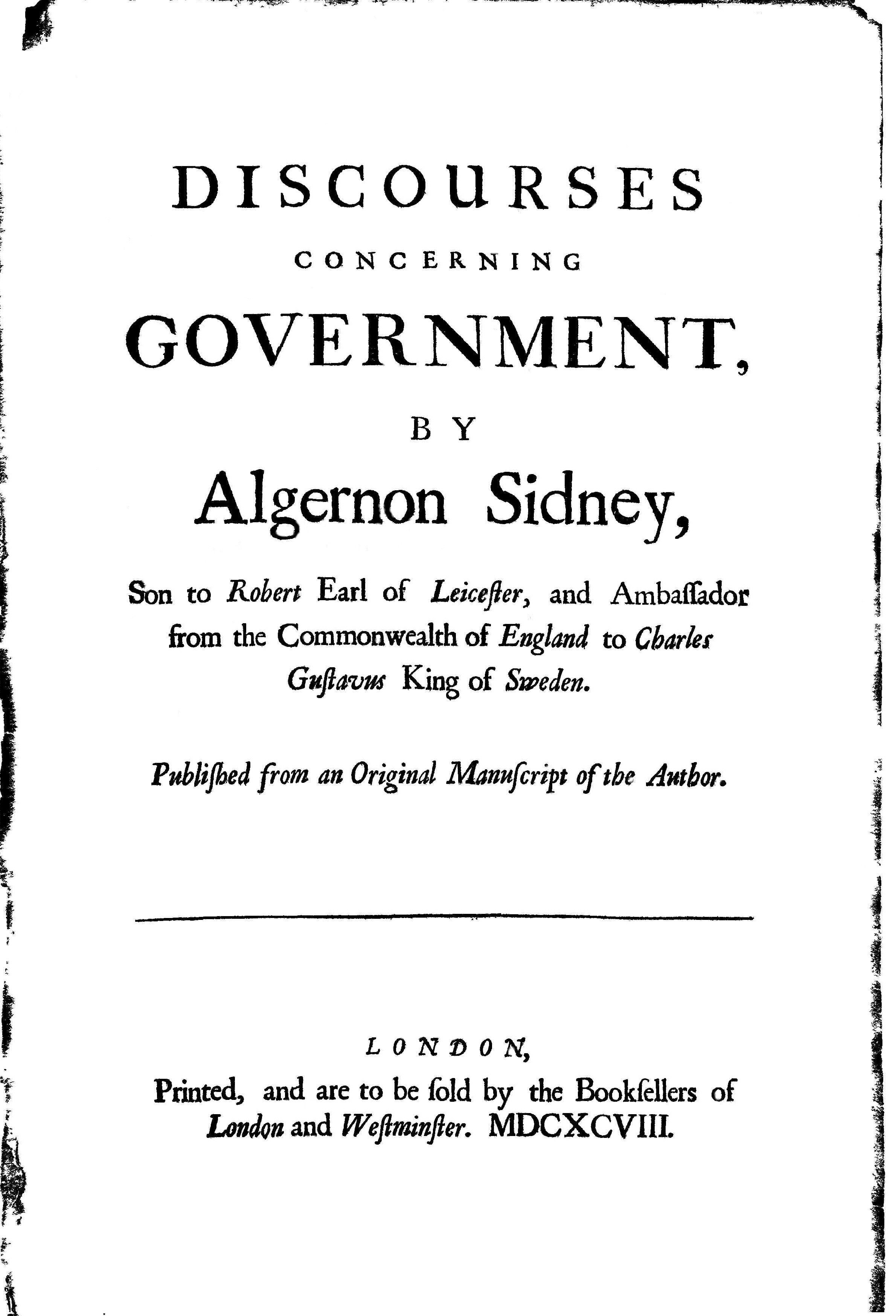
Algernon Sidney 1622-1683 Discourses 1698

Pour Sydney, la monarchie absolue sous la forme pratiquée par Charles II est un grand mal politique. Son Discours sur le gouvernement a été écrit pendant un séjour à l'étranger, en réponse à Robert Filmer. Sydney était consterné de voir qu'un Anglais ait jamais pu écrire une telle œuvre, qui prend selon lui la défense du despotisme. Dans sa lutte contre la pensée de Hobbes, Sydney évoque Tacite, historien romain, par cette formule : « la Pax Romana, paix impériale, a été la paix de la mort ». Le Discours sur le gouvernement est publié de manière posthume en 1698  par John Toland, sous le titre de Discourses concerning Government. L'ouvrage est traduit en français en 1702, pis réédité en en 1755 et en 1794. Il influence les penseurs des Lumières comme ceux de la Révolution.